# Leskia loriola
Leskia loriola là một loài ruồi trong họ Tachinidae.